# Poschacher Baustoff Holding
Poschacher Baustoff Holding (PBH) ist die Dachgesellschaft der Leonhard Helbich-Poschacher gehörenden österreichischen Baustoffhandelsgruppe, zu der neben einem Baustofffachhandel an mehreren Standorten und einem Spengler- und Dachdeckerbetrieb mit der Austrodach Österreichs größter selbständiger, auf Dachdeckerbedarf spezialisierter Baustoff-Großhändler gehört.

## Geschichte und Entwicklung
Leonhard Helbich-Poschacher hat nach der Aufteilung der von seinen Eltern, Leopold Helbich und Wilburg Helbich-Poschacher aufgebauten Firmengruppe den Baustoffhandel, die Dachdeckerei und die Spenglerei übernommen und weiter ausgebaut. Die in der Holding zusammengefassten Betriebe haben 2010 mit rund 165 Mitarbeitern beinahe 100 Millionen Euro umgesetzt.